# Sean Olsson
Sean Nicholas Olsson (Beverley, 2 marzo 1967) è un bobbista britannico.

## Biografia
Ai XVIII Giochi olimpici invernali (edizione disputatasi nel 1998 a Nagano, Giappone) vinse la medaglia di bronzo nel Bob a 4 con i connazionali Paul Attwood, Dean Ward e Courtney Rumbolt stessa medaglia conquistata dalla nazionale francese, venendo superate dalla nazionale svizzera (medaglia d'argento) e tedesca a cui andò la medaglia d'oro. 
Il tempo totalizzato fu di 2:40,06, (stesso tempo totalizzò la nazionale francese) con differenza minima rispetto alle altre classificate: 2:40,01 e 2:39,41 i loro tempi.